# Proteste in Kuwait ab 2011

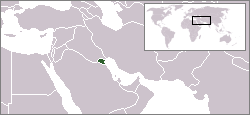
Lage von Kuwait im Nahen Osten

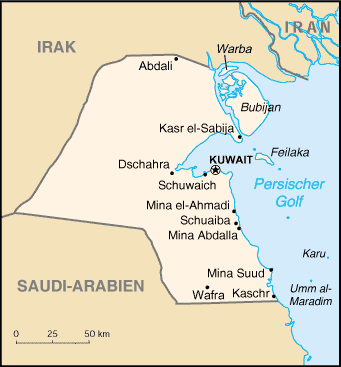
Karte Kuwait

Im Rahmen des Arabischen Frühlings kam es Anfang Februar 2011 auch in Kuwait zu Demonstrationen. Dabei ging es den Demonstranten in erster Linie um den Erhalt der kuwaitischen Staatsbürgerschaft.

## Ursachen
Das Emirat Kuwait wird nach offiziellen Angaben von rund zwei Millionen Menschen bewohnt, die nicht die kuwaitische Staatsbürgerschaft besitzen. Das macht bei einer Bevölkerung von etwa 3,5 Millionen etwa 57 % der Bevölkerung. Teilweise wird der Anteil der Bewohner Kuwaits ohne kuwaitische Staatsbürgerschaft auch auf 60 % geschätzt. Dieser große Teil der kuwaitischen Bevölkerung kann nicht von dem gut entwickelten Sozialversicherungssystem und dem kostenlosen Gesundheitssystem Kuwaits profitieren, da diese nur für die kuwaitischen Staatsbürger zugänglich ist.

### Die betreffenden Bevölkerungsgruppen
In Kuwait sind folgende Bevölkerungsgruppen ohne Staatsbürgerschaft ausgestattet:
Bidun, staatenlose Menschen arabischer Herkunft. Sie stammen oft von Beduinen ab, die etwa in Kuwait nicht vor 1920 in der Lage waren, sich anzumelden und das Bürgerrecht zu erlangen. Der Bidun-Status wird vererbt und hat erhebliche soziale Diskriminierung zur Folge. Des Weiteren finden sich Inder, Pakistaner, Iraner, unterschiedliche Südostasiaten sowie Araber, die aus anderen arabischen Staaten eingewandert sind. Die meisten Vertreter dieser Migrantengruppen sind nach Kuwait eingewandert, um dort zu arbeiten. Viele von ihnen wollen später wieder in ihre Heimatländer zurückzukehren. Ein brutaler Einschnitt war die Vertreibung der Palästinenser aus Kuwait 1991 nach dem Zweiten Golfkrieg, als die etwa 450.000 in Kuwait lebenden Palästinenser nahezu vollständig vertrieben wurden. Danach wurden in Kuwait deutlich weniger Ausländer zugelassen.

### Der Gegensatz zwischen sesshaften Arabern und Bidun
Die als Bidun bezeichneten staatenlosen Araber sind von den Beduinen zu unterscheiden. Sie werden oft wie Menschen zweiter Klasse behandelt, obwohl sie ethnisch und sprachlich ebenfalls Araber darstellen. Die zwischen 150.000 und 180.000 Bidun dürfen ihre Kinder nicht in staatliche Schulen schicken, obwohl eine Schulpflicht in Kuwait besteht, keine Jobs in Regierungsbehörden ausüben und keinen Grundbesitz auf ihren Namen ausstellen. Die Arbeitslosigkeit ist durch das Fehlen einer Schulbildung ebenfalls sehr hoch; durch das Fehlen der Staatsbürgerschaft haben sie auch große Probleme bei der Wohnungssuche. Zudem besitzen sie auch keine Reisepässe. Aufgrund dieser Gründe sind sie auf die Zuwendungen islamischer Wohlfahrtsorganisationen angewiesen.
Den Bidun wird nachgesagt, dass sie rückständiger seien. Es ist unklar, ob sie sesshaft sind oder nicht.

### Der Gegensatz zwischen Sunniten und Schiiten und die Vorherrschaft der Familie as-Sabah

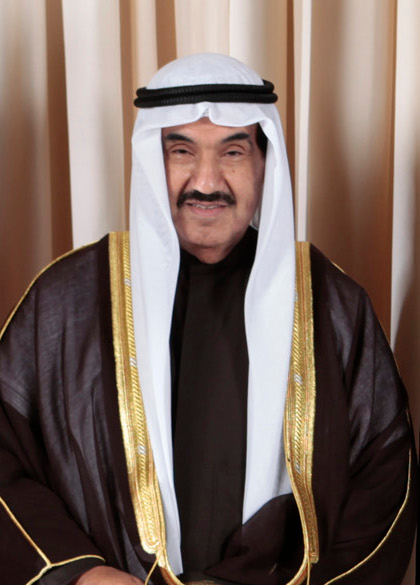
Regierungschef Nasir al-Muhammad al-Ahmad as-Sabah

Der Anteil der Kuwaiter, die sich zu den Schiiten zählen, liegt bei etwa 35 %. Dennoch haben sie offenbar keinen Anteil an der Regierung. Dort werden die maßgeblichen Minister (für Verteidigung, Inneres, Äußeres, Finanzen und Erdöl) von Mitgliedern der Familie as-Sabah gestellt, die Sunniten sind und das Land seit 1756 beherrschen. Dies wird dadurch möglich, weil etwa 1500 Prinzen und Prinzessinnen dieser Familie angehören sollen.
Zudem gibt es ein Parlament in Kuwait, doch für die Gründung von Parteien fehlt ein eindeutiger Rechtsstatus.

## Beteiligte
Bislang sind an den Protesten die Beduinen Kuwaits beteiligt. Ob sich die anderen Gruppierungen ebenfalls an den Demonstrationen beteiligt haben oder noch beteiligen werden bzw. eigene Proteste organisieren werden, ist unklar.
Als Organisatoren der Demonstrationen, die im März stattfinden, können Ahmed al Chaeid und Hamid al-ʿUlayan genannt werden. Unklar ist, ob die Demonstration im Zusammenhang mit denen der Beduinen steht oder ob es sich um eine andere Oppositionsgruppe handelt.

## Verlauf der Ereignisse
18. Februar
In Dschahra kommt es zu Demonstrationen, bei denen 30 Demonstranten verletzt worden sein sollen und insgesamt 50 Personen festgenommen wurden. Bei den Demonstrationen haben sich mehr als 1000 Menschen beteiligt.
8. März
Tausend Demonstranten fordern den Rücktritt des Ministerpräsidenten Nasir al-Muhammad al-Ahmad as-Sabah, der ein Neffe des Emirs Sabah al-Ahmad al-Dschabir as-Sabah ist. Dabei forderten die Demonstranten auch eine Änderung des Denkens innerhalb Kuwaits sowie den Rücktritt der gesamten momentanen Regierung. Zudem werden politische Reformen gefordert.
11. März
Nach den Freitagsgebeten kommt es abermals zu Demonstrationen. Insgesamt demonstrieren rund 200 Araber, die über keine kuwaitische Staatsbürgerschaft verfügen. Die Polizei geht gewaltsam gegen sie vor.
16. November
Nach monatelangen Protesten von Regierungsgegnern vor dem Parlamentsgebäude stürmten einige Dutzend Demonstranten das Gebäude und stimmten dort die Nationalhymne an, bevor sie das Gebäude wieder verließen. Einsatzkräfte setzten Schlagstöcke ein, es kam zu fünf Verletzten.
28. November
Die Regierung um Nasir al-Muhammad al-Ahmad as-Sabah reicht beim Emir Sabah al-Ahmad al-Dschabir as-Sabah ihren Rücktritt ein.

## Reaktionen (national) auf die Proteste derBidun
Nachdem überprüft worden war, ob die Demonstranten gegen kuwaitisches Recht verstoßen hätten, wurden mehrere von ihnen wieder freigelassen. Dabei wurde ihr Vorgehen stark kritisiert, würde es ihnen doch nicht weiterhelfen.